# Strynø Sogn

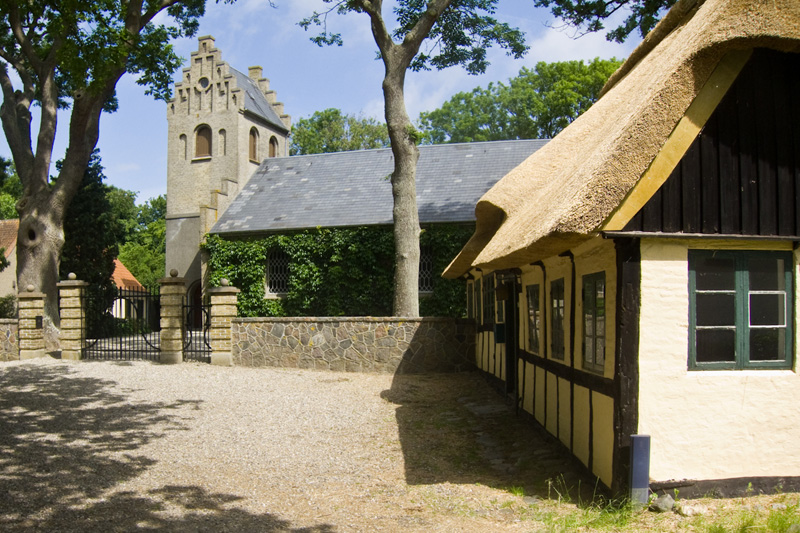
Strynø Kirke

Strynø Sogn ist eine Kirchspielsgemeinde (dän.: Sogn) südlich der Insel Fyn (dt.: Fünen) im südlichen Dänemark, die aus der Insel Strynø und einigen vorgelagerten, unbewohnten Inseln (u. a. Strynø Kalv) besteht.
Bis 1970 gehörte sie zur Harde Sunds Herred im damaligen Svendborg Amt, danach zur Rudkøbing Kommune im
Fyns Amt, die im Zuge der  Kommunalreform zum 1. Januar 2007 in der
Langeland Kommune in der Region Syddanmark aufgegangen ist.
Im Kirchspiel leben 219 Einwohner (Stand: 1. Januar 2023), alle auf der Hauptinsel Strynø. Dort liegt auch die Kirche „Strynø Kirke“.